# Sentimentalnoje putesjestvije na kartosjku
Sentimentalnoje putesjestvije na kartosjku (russisk: Сентиментальное путешествие на картошку) er en sovjetisk spillefilm fra 1986 af Dmitrij Dolinin.

## Medvirkende
- Filipp Jankovskij som Petja Kartasjov
- Anzjelika Nevolina som Anja Baskina
- Pjotr Semak som Ljosja Voronets
- Andrej Gusev som Vasilij Sereda
- Nikolaj Ustinov som Nikolaj Proskurin